# Bréville-sur-Mer
Pour les articles homonymes, voir Bréville.
Bréville-sur-Mer est une commune française, située dans le département de la Manche en région Normandie, peuplée de 785 habitants.
La référence à la mer a été ajoutée en 1957. Bréville-sur-Mer a reçu le label de « Village Patrimoine du Pays de la Baie ».

## Géographie

### Localisation
| Mer de la Manche   | Coudeville-sur-Mer | Coudeville-sur-Mer |
| Mer de la Manche   | Bréville-sur-Mer   | Longueville        |
| Donville-les-Bains | Donville-les-Bains | Longueville        |

### Hydrographie
La commune est située dans le bassin Seine-Normandie. Elle est drainée par le cours d'eau 01 de Bréville-sur-Mer, le cours d'eau 01 de la Bicheterie et un autre petit cours d'eau,.

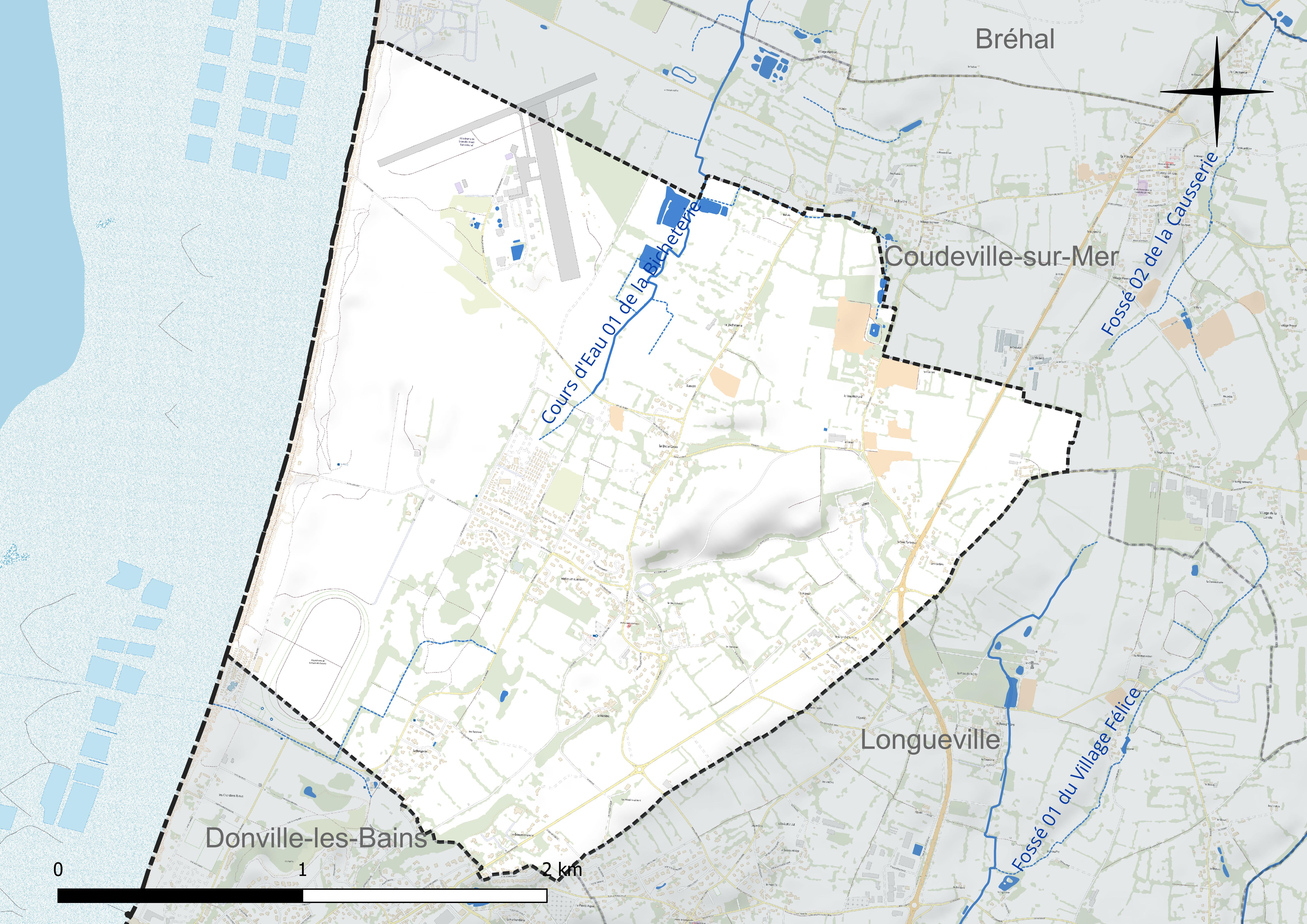
Réseau hydrographique de Bréville-sur-Mer.

### Climat
Pour des articles plus généraux, voir Climat de la Normandie et Climat de la Manche.
En 2010, le climat de la commune est de type climat océanique franc, selon une étude du CNRS s'appuyant sur une série de données couvrant la période 1971-2000. En 2020, Météo-France publie une typologie des climats de la France métropolitaine dans laquelle la commune est exposée à un climat océanique et est dans la région climatique « Normandie (Cotentin, Orne) » et « Bretagne orientale et méridionale, Pays nantais, Vendée ». Parallèlement le GIEC normand, un groupe régional d’experts sur le climat, différencie quant à lui, dans une étude de 2020, trois grands types de climats pour la région Normandie, nuancés à une échelle plus fine par les facteurs géographiques locaux. La commune est, selon ce zonage, exposée à un « climat maritime », correspondant au Cotentin et à l'ouest du département de la Manche, frais, humide et pluvieux, où les contrastes pluviométrique et thermique sont parfois très prononcés en quelques kilomètres quand le relief est marqué.
Pour la période 1971-2000, la température annuelle moyenne est de 11,1 °C, avec une amplitude thermique annuelle de 11,6 °C. Le cumul annuel moyen de précipitations est de 955 mm, avec 13,7 jours de précipitations en janvier et 8,6 jours en juillet. Pour la période 1991-2020, la température moyenne annuelle observée sur la station météorologique la plus proche, située sur la commune de Longueville à 1 km à vol d'oiseau, est de 11,9 °C et le cumul annuel moyen de précipitations est de 802,4 mm,. Pour l'avenir, les paramètres climatiques de la commune estimés pour 2050 selon différents scénarios d’émission de gaz à effet de serre sont consultables sur un site dédié publié par Météo-France en novembre 2022.

## Urbanisme

### Typologie
Au 1er janvier 2024, Bréville-sur-Mer est catégorisée commune rurale à habitat dispersé, selon la nouvelle grille communale de densité à sept niveaux définie par l'Insee en 2022.
Elle appartient à l'unité urbaine de Granville, une agglomération intra-départementale regroupant neuf communes, dont elle est une commune de la banlieue,,. Par ailleurs la commune fait partie de l'aire d'attraction de Granville, dont elle est une commune de la couronne,. Cette aire, qui regroupe 34 communes, est catégorisée dans les aires de moins de 50 000 habitants,.
La commune, bordée par la Manche, est également une commune littorale au sens de la loi du 3 janvier 1986, dite loi littoral. Des dispositions spécifiques d’urbanisme s’y appliquent dès lors afin de préserver les espaces naturels, les sites, les paysages et l’équilibre écologique du littoral, comme le principe d'inconstructibilité, en dehors des espaces urbanisés, sur la bande littorale des 100 mètres, ou plus si le plan local d'urbanisme le prévoit.

### Occupation des sols
L'occupation des sols de la commune, telle qu'elle ressort de la base de données européenne d’occupation biophysique des sols Corine Land Cover (CLC), est marquée par l'importance des territoires agricoles (54,5 % en 2018), en diminution par rapport à 1990 (58,3 %).
La répartition détaillée en 2018 est la suivante : prairies (33 %), espaces verts artificialisés, non agricoles (23 %), zones agricoles hétérogènes (17,3 %), zones urbanisées (12,2 %), zones industrielles ou commerciales et réseaux de communication (6 %), terres arables (4,2 %), espaces ouverts, sans ou avec peu de végétation (2,7 %), milieux à végétation arbustive et/ou herbacée (1,6 %).
L'évolution de l’occupation des sols de la commune et de ses infrastructures peut être observée sur les différentes représentations cartographiques du territoire : la carte de Cassini (XVIIIe siècle), la carte d'état-major (1820-1866) et les cartes ou photos aériennes de l'IGN pour la période actuelle (1950 à aujourd'hui).

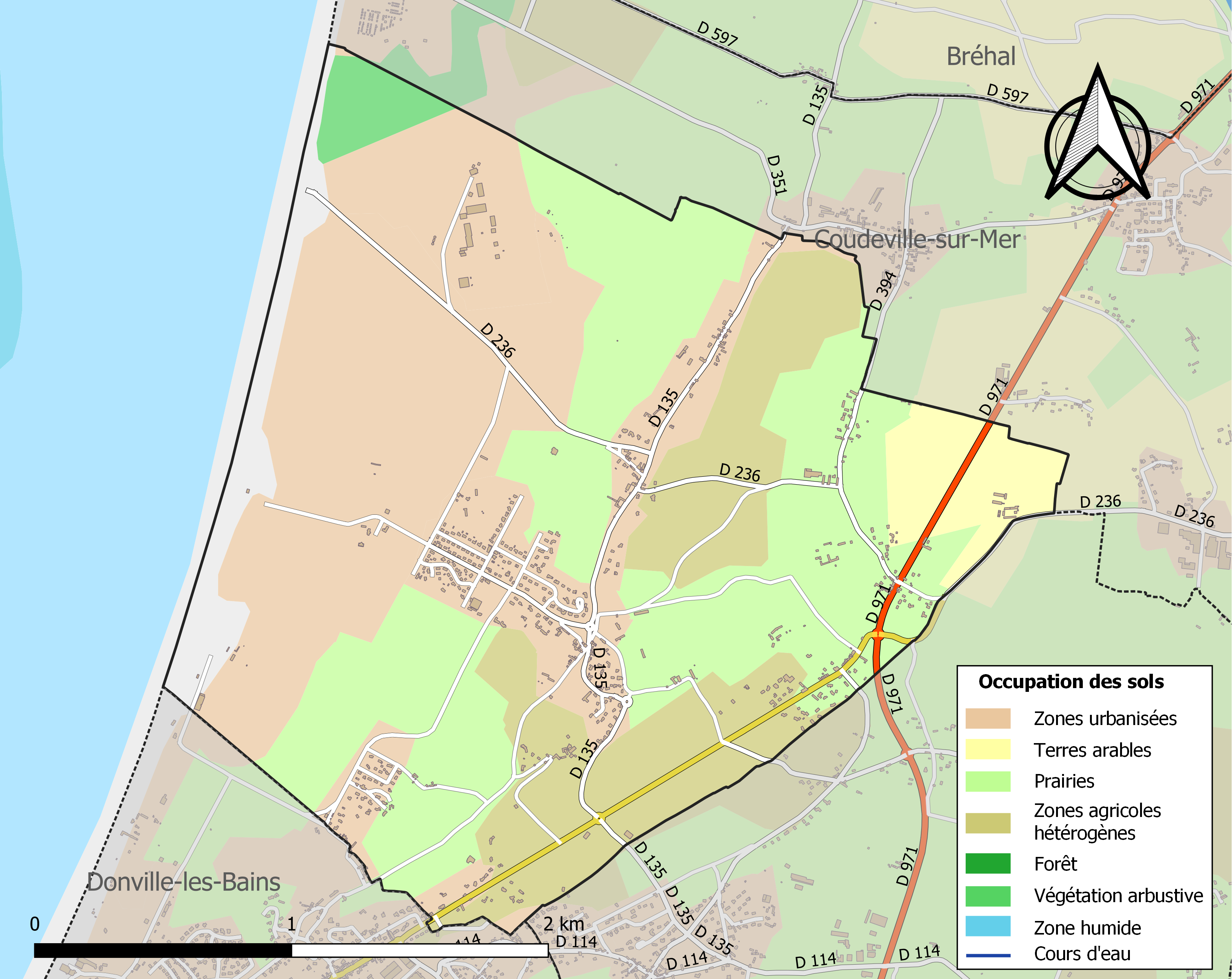
Carte des infrastructures et de l'occupation des sols de la commune en 2018 (CLC).

## Toponymie
Le nom de la localité est attesté sous la forme Brevilla en 1056,.
Il s'agit d'une formation toponymique médiévale en -ville au sens ancien de « domaine rural ». L'explication du premier élément Bré- par le nom de personne francique Bero est difficilement compatible avec les diverses formes anciennes toutes du type Breville, où l'on ne conserve aucune trace d'une métathèse du [r]. C'est sans doute la raison pour laquelle François de Beaurepaire considère la nature de l'élément Bré- comme obscure, d'autant plus que Bero est à l'origine des différents Berville de Normandie et d'ailleurs. Quant à Bréville (Charente), il est authentifié Berovilla par une forme du XIIIe siècle. Un anthroponyme norrois comme Breiðr ou a fortiori Breði conviendrait davantage, surtout que l'on dispose d'une forme non datée du cartulaire de Hambie, Brehevilla qui irait dans ce sens.
Le hameau des Delles, situé sur la hauteur, au nord-est de l'église, tirerait son nom du norois deild qui signifie « pièce de terre distribuée » et que l'on retrouve dans les cinq langues scandinaves modernes cf. islandais, féroien deild « division » et deila « diviser ».
Le gentilé est Brévillais.

## Histoire

### Moyen Âge
En 1022, Richard II, duc de Normandie, octroya la baronnie de Saint-Pair à l'abbaye du Mont-Saint-Michel. La paroisse de Bréville faisait alors partie de cette vaste concession. 
Un membre de la famille de Bréville participa à la conquête de l'Angleterre, en 1066, et un Jean de Bréville figure dans la liste des hommes du duc de Normandie pour la première croisade (1096-1099).
On retrouve en 1154, le nom de Renaud de Bréville figurant sur la liste des vassaux devant rendre hommage à Robert de Thorigny, abbé du Mont-Saint-Michel.
En 1302, Guillaume de Bréville est en désaccord avec l'abbaye du Mont-Saint-Michel au sujet du droit de patronage (nomination du curé). Son descendant, Jehan de Bréville devient alors patronus ecclesiae de Brevilla avec ou sans le soutien de l'évêque de Coutances.
Puis, c'est la guerre de Cent Ans. Jehan de la Mare, en qualité de « seigneur temporel de Bréville », contresigne la copie de la concession sur le sable, la tangue et les marais côtiers aux habitants de Bréville et des paroisses voisines.

### Temps modernes
Au XVIe siècle, les de Bréville semblent disparaître et la seigneurie de Bréville passe entre les mains de Jean de Juvigny, seigneur de Saint-Nicolas-des-Bois (près de Brécey). Ses descendants en posséderont la sieurie pendant plus de 200 ans.
Au XVIIe siècle, Pierre de Juvigny outrepasse ses droits en décidant de s'approprier dix vergers de mielles et de marais. Mais de temps immémorial, les dunes, landes et marais de la baronnie de Saint-Pair appartiennent aux sieurs abbés du Mont-Saint-Michel. Qui plus est, en 1238, le frère Richard de l'Abbaye avait concédé le pâturage des marais aux riverains à perpétuité. Cette décision déclencha la colère des paysans brévillais amputés de leur droit de pâture pour leurs moutons et bestiaux. Fort heureusement, la justice du Roy, après un long procès, donna raison aux paysans.
En 1785, Jean-Julien Ganne, seigneur de Beaucoudray, achète la seigneurie de Bréville et son manoir qu'il revend aussitôt à Paul-Bernard de Mary de Longueville. En deux ans, les Brévillais connaîtront trois seigneurs successifs… pour bientôt n'en reconnaître aucun.
Tous ces seigneurs possédaient comme demeure le manoir de Bréville, situé à proximité du château du Vau Tertreux, sur les hauteurs de Bréville et dominant la mer.

### Époque contemporaine
Plus près de nous, Bréville fut, dans les années 1950, en bord de mer, champ de manœuvre pour les troupes cantonnées à la pointe du Roc de Granville, avec notamment son champ de tir utilisé par la troisième demi-brigade de chasseurs à pied, devenue 21e BCP (bataillon de chasseurs à pied) formant les jeunes chasseurs pour la guerre d'Algérie.

## Politique et administration
| Période                                                                 | Période        | Identité                                | Étiquette | Qualité                                                                                    |
| ----------------------------------------------------------------------- | -------------- | --------------------------------------- | --------- | ------------------------------------------------------------------------------------------ |
| 1790                                                                    | 1791…          | Julien Follain                          |           | Curé                                                                                       |
|                                                                         |                |                                         |           |                                                                                            |
| …1794                                                                   | 1794…          | Gaud-François Lemarié de Prélambert     |           |                                                                                            |
| 1795                                                                    | 1798           | Fraçois Lacourt                         |           |                                                                                            |
| 1798                                                                    | 1800           | Pierre Costard                          |           |                                                                                            |
| 1800                                                                    | 1804           | Gaud-François Lemarié de Preylambert    |           |                                                                                            |
| 1804                                                                    | 1805           | Nicolas Saillard                        |           |                                                                                            |
| 1805                                                                    | 1815           | Gaud-Gilles Hugon                       |           |                                                                                            |
| 1816                                                                    | 1817           | Pierre Martin Louis Martin de Rainfray  |           |                                                                                            |
| 1817                                                                    | 1828           | Pierre Martin Louis Martin de Bouillon  |           |                                                                                            |
| 1828                                                                    | 1835           | Félix Marie Gaud Eudes de La Cocardière |           |                                                                                            |
| 1835                                                                    | 1846           | Adrien Du Mesnil-Adelée                 |           |                                                                                            |
| 1847                                                                    | 1848           | Jacques F. Sauvage                      |           |                                                                                            |
| 1848                                                                    | 1857           | Adrien-Gustave du Mesnil-Adelée         |           |                                                                                            |
| 1857                                                                    | 1884           | Émile-Jean Le Coupé                     |           |                                                                                            |
| 1884                                                                    | 1887           | Marie Louvet                            |           |                                                                                            |
| 1888                                                                    | 1896           | Alphonse Lebrun                         |           |                                                                                            |
| 1896                                                                    | 1904           | Georges Le Mare                         |           | Magistrat Conseiller général de Gavray (1901-1904) Député de 1894 à 1898 et de 1902 à 1904 |
| 1904                                                                    | 1908           | Adolphe Lenoir                          |           |                                                                                            |
| 1909                                                                    | 1932           | Albéric Lebrec                          |           |                                                                                            |
| 1932                                                                    | 1935           | Marcel-Édouard Peyre                    |           |                                                                                            |
| 1936                                                                    | 1944           | Emmanuel Levavasseur                    |           |                                                                                            |
| 1945                                                                    | 1946           | Louis Coippel                           |           |                                                                                            |
| 1946                                                                    | 1963           | Émile Richard                           |           |                                                                                            |
| 1963                                                                    | 1969           | André Lecoq                             |           |                                                                                            |
| 1969                                                                    | 1975           | Émilien Épain                           |           |                                                                                            |
| 1975                                                                    | 1989           | Bernard Hérard                          |           |                                                                                            |
| 1989                                                                    | 2001           | Claude Giacco                           |           |                                                                                            |
| mars 2001                                                               | 2008           | Monique Regnault                        | SE        |                                                                                            |
| mars 2008                                                               | avril 2017     | Rémy Levavasseur                        | SE        | Agriculteur en retraite                                                                    |
| juin 2017                                                               | 2020           | Annick Andrieux                         | SE        |                                                                                            |
| 2020                                                                    | septembre 2022 | Stanislas Martin                        | SE        | Cadre dans l'agroalimentaire, retraité                                                     |
| 2022                                                                    | En cours       | Jacques Boutouyrie                      | SE        |                                                                                            |
| Une partie des données est issue d'une liste établie par Jean Pouëssel. |                |                                         |           |                                                                                            |

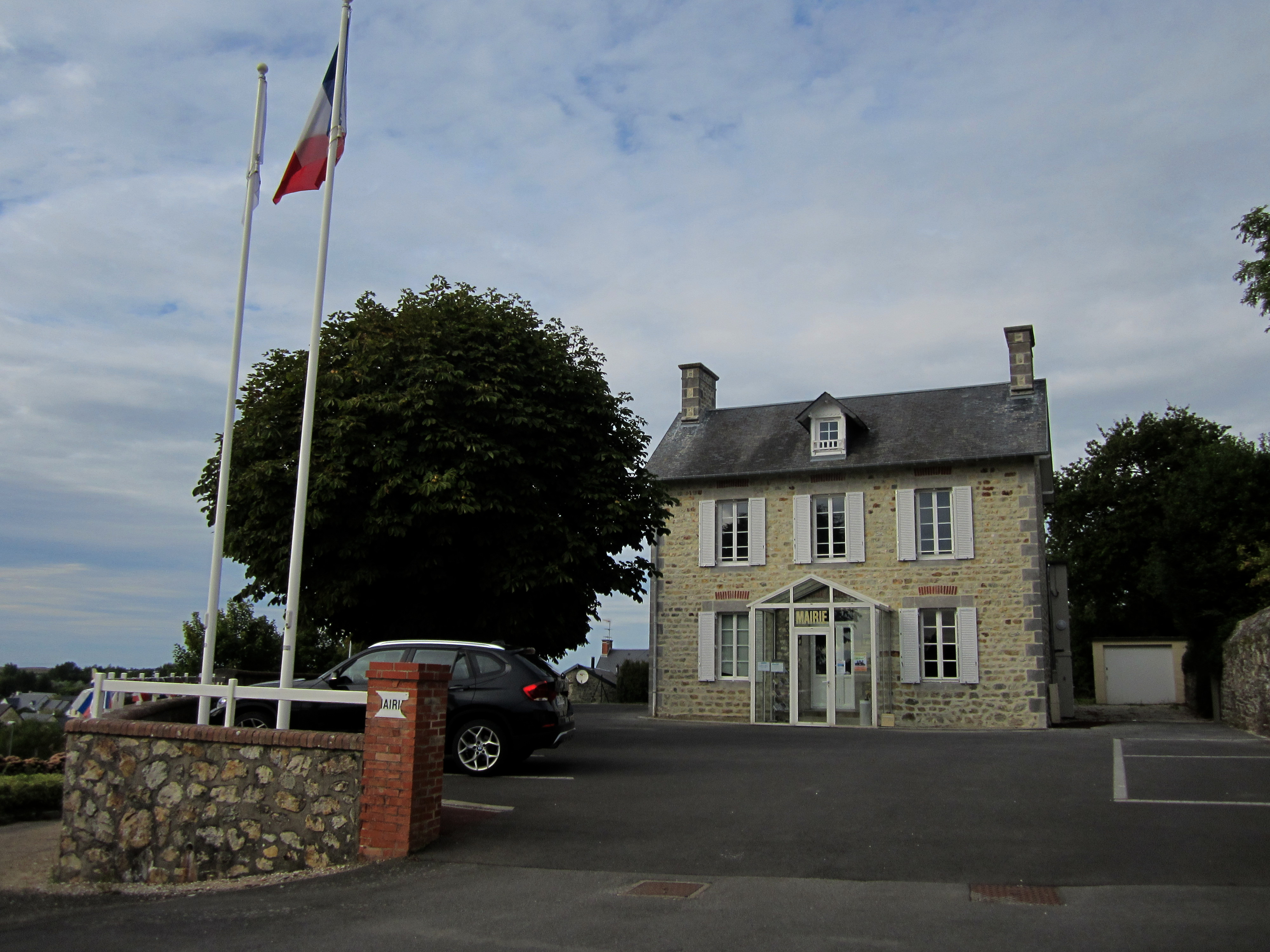
La mairie.

Le conseil municipal est composé de quinze membres dont le maire et trois adjoints.

## Population et société

### Démographie
L'évolution du nombre d'habitants est connue à travers les recensements de la population effectués dans la commune depuis 1793. Pour les communes de moins de 10 000 habitants, une enquête de recensement portant sur toute la population est réalisée tous les cinq ans, les populations de référence des années intermédiaires étant quant à elles estimées par interpolation ou extrapolation. Pour la commune, le premier recensement exhaustif entrant dans le cadre du nouveau dispositif a été réalisé en 2004.
En 2022, la commune comptait 785 habitants, en évolution de +0,51 % par rapport à 2016 (Manche : −0,31 %, France hors Mayotte : +2,11 %).
| 1793 | 1800 | 1806 | 1821 | 1831 | 1836 | 1841 | 1846 | 1851 |
| ---- | ---- | ---- | ---- | ---- | ---- | ---- | ---- | ---- |
| 422  | 385  | 434  | 436  | 390  | 449  | 446  | 467  | 440  |

| 1856 | 1861 | 1866 | 1872 | 1876 | 1881 | 1886 | 1891 | 1896 |
| ---- | ---- | ---- | ---- | ---- | ---- | ---- | ---- | ---- |
| 413  | 415  | 418  | 402  | 411  | 369  | 369  | 360  | 362  |

| 1901 | 1906 | 1911 | 1921 | 1926 | 1931 | 1936 | 1946 | 1954 |
| ---- | ---- | ---- | ---- | ---- | ---- | ---- | ---- | ---- |
| 343  | 340  | 337  | 276  | 303  | 310  | 302  | 289  | 340  |

| 1962 | 1968 | 1975 | 1982 | 1990 | 1999 | 2004 | 2006 | 2009 |
| ---- | ---- | ---- | ---- | ---- | ---- | ---- | ---- | ---- |
| 285  | 332  | 480  | 570  | 530  | 611  | 766  | 812  | 803  |

| 2014 | 2019 | 2022 | - | - | - | - | - | - |
| ---- | ---- | ---- | - | - | - | - | - | - |
| 788  | 771  | 785  | - | - | - | - | - | - |

### Culte
L'église dépend aujourd'hui de la nouvelle paroisse Saint-Clément du doyenné du Pays de Granville-Villedieu.

## Économie et tourisme
Bréville-sur-Mer est dénommée « commune touristique » depuis février 2010.

## Culture locale et patrimoine

### Lieux et monuments
- L'église romane Notre-Dame de Bréville des Xe – XIIe siècles. Construite en partie au XIIe siècle, elle possède un clocher avec une flèche octogonale en pierre. L'église, inscrite au titre des monuments historiques par arrêté du 11 juin 1986[39], abrite une Vierge à l'Enfant du XIVe et une statue de saint Hélier du XVe classées au titre objet[40], ainsi qu'un bas-relief du XIIe, et une chaire à prêcher du XVIIIe[24].
- Ancien presbytère.
- Chapelle de la Briquerie.
- Fontaine Saint-Hélier (1888) près de l'église. On lui prêtre des vertus de guérison de divers maux ophtalmiques[24].
- Château du Vau Tertreux du XVIIIe siècle, avec son parc recensé à l'Inventaire général du patrimoine culturel[41].
- Manoir du Vau Février du XIXe siècle.

Un Jean Le Sauvage († 1641), conseiller du roi, lieutenant-général civil et criminel de l'Amirauté de France au siège de Granville, est sieur de Vaufévrier. Au XVIIIe siècle, Jean-Nicolas Le Sauvage de Vaufévrier (1729-1826) épousera le 6 juillet 1756 Marie Marguerite le Boucher, fille de Jean André Le boucher, dans la chapelle de Gatigny (Saint-Pair-sur-Mer).
- Ancien manoir du Mesnil-Adelée.
- Aérodrome de Granville-Mont-Saint-Michel (deux aéro-clubs, une école de pilotage d'ULM et le centre-école régional de parachutisme de Basse-Normandie).
- Dunes.

Au sein des dunes de Bréville se situe un champ de courses (six réunions par an) et un golf de réputation nationale. Dans les années 1950, les troupes en garnison au quartier du Roc, à Granville (21e bataillon de chasseurs à pied) s'entraînaient sur un champ de tir dans les dunes, dans le cadre de leur formation avant leur départ en Algérie.

### Personnalités liées à la commune
- Saint Hélier dont le corps aurait été retrouvé sur le rivage et enterré à Bréville[23].